# Nigel Broomfield
Pour l’article homonyme, voir Broomfield.
Nigel Broomfield, né le 19 mars 1937 à Nowshera, Indes britanniques et mort le 29 octobre 2018 à Jersey, est un diplomate britannique.

## Biographie
Nigel Broomfield est né à Nowshera et fait ses études à Haileybury College et Trinity College (Cambridge). 
Dans sa jeunesse, il pratique énormément de sports dont le squash et il remporte la Drysdale Cup, compétition internationale britannique des moins de 19 ans, à trois reprises ainsi que le British Open amateur en 1958/1959. Il représente également l’Angleterre au niveau international et participe au British Open à deux reprises en 1956 et en 1968.
Il rejoint l'armée britannique et rejoint les 17e/21e Lancers en 1959, prenant sa retraite avec le grade de Major en 1968.
Il rejoint le bureau des Affaires étrangères et du Commonwealth (FCO) en 1969 et sert dans les ambassades britanniques à Bonn et à Moscou, et au sein du gouvernement militaire britannique à Berlin, ainsi qu'à des postes de haut niveau au FCO. Il est haut-commissaire adjoint à New Delhi de 1985 à 1988, nommé compagnon de l'Ordre de Saint-Michel et Saint-Georges en 1986, ambassadeur en République démocratique allemande de 1988 à 1990, sous-secrétaire d'État adjoint à la défense au FCO de 1990 à 1992.
Pour ses longs services dans le service diplomatique, Nigel Broomfield est fait chevalier de l'Ordre de Saint-Michel et Saint-Georges en 1993 et porte depuis le suffixe "Sir".  Sir Nigel Hugh Robert Allen Broomfield succède à Christopher Mallaby en tant qu'ambassadeur en Allemagne en 1993 et reste à ce poste jusqu'à sa retraite en 1997, date à laquelle Christopher Meyer lui succède.
Après avoir pris sa retraite du service diplomatique, Sir Nigel Broomfield est directeur de la Fondation Ditchley de 1999 à 2004. Il participe à l'exercice Atlantic Storm en 2005. Il est directeur non exécutif de TI Group de 1998 à 2000 et de Smiths Group de 2000 à 2007. Il est également président de Leonard Cheshire Disability de 2004 à 2009. 
Il meurt d'un cancer le 29 octobre 2018 à l'âge de 81 ans.

## Palmarès
- Drysdale Cup : 3 titres (1953, 1954, 1955)